# IC 1025
IC 1025 је спирална галаксија у сазвјежђу Дјевица која се налази на листи објеката дубоког неба у Индекс каталогу.
Деклинација објекта је + 7° 3' 47" а ректасцензија 14h 31m 28,4s. Привидна величина (магнитуда) објекта IC 1025 износи 14,5 а фотографска магнитуда 15,3. IC 1025 је још познат и под ознакама CGCG 47-78, PGC 51898.